# The Queensland Party
The Queensland Party is een regionale politieke partij in de Australische deelstaat Queensland. Ze heeft in zetel in het deelstaatparlement van Queensland. Naar eigen zeggen is de partij noch links noch rechts, maar wil ze een gematigde stem doen klinken in de deelstaat.